# Paolo Di Reda
Paolo Di Reda (Roma, 6 maggio 1959) è uno scrittore italiano.

## Biografia
Dopo Prove generali per scomparire (2005, Edimond) e Ricordare non basta (2009, Edimond) ha pubblicato nel 2010 insieme a Flavia Ermetes Il labirinto dei libri segreti, edito da Newton Compton. Il libro ha avuto un buon successo con circa ventimila copie vendute in Italia, ed è stato tradotto in spagnolo e in russo.
Nel 2013 pubblica ancora con Flavia Ermetes, per Newton Compton La formula segreta delle SS. Nel 2015 pubblica, per Fahrenheit 451, La rabbia che rimane, romanzo fuori dai generi che racconta la storia di una madre e di un figlio intrecciata alla storia italiana degli anni settanta. 
Ha partecipato alle antologie Roma per le strade (Azimut, 2007) e Scritto e mangiato (Perrone, 2011).
Per il cinema ha scritto due sceneggiature, con il regista Gian Paolo Cugno (Salvatore. Questa è la vita e La bella società) e ha collaborato alla sceneggiatura di Sleeping Around. Diletto in letto, del regista Marco Carniti e a vari progetti per il cinema e la tv. Con Manrico Gammarota ha scritto il cortometraggio Facciamola finita. 
Giornalista pubblicista, ha lavorato per produzioni cinematografiche e tv (Cecchi Gori, Domenica in) e per 27 anni è stato responsabile della Comunicazione per l’ANICA, l'Associazione delle industrie cinematografiche. Ha due figli.

## Opere
- Prove generali per scomparire, Città di Castello, Edimond, 2005, ISBN 88-500-0280-7.
- Ricordare non basta, Città di Castello, Edimond, 2009, ISBN 978-88-500-0462-1. (terzo classificato al Premio Città di Castello)
- Paolo Di Reda e Flavia Ermetes, Il labirinto dei libri segreti, Roma, Newton Compton Editori, 2010, ISBN 978-88-541-2649-7.
- Paolo Di Reda e Flavia Ermetes, La formula segreta delle SS, Roma, Newton Compton Editori, 2013, ISBN 978-88-541-4650-1.
- La rabbia che rimane, Roma, Fahrenheit 451, 2015, ISBN 978-88-86095-97-6.